# Vallespass
Der Vallespass (italienisch: Passo Valles) ist ein Gebirgspass in den Dolomiten zwischen Predazzo und Falcade. Die Passhöhe befindet sich auf einer Höhe von 2032 m s.l.m.